# بیر والو، شهرستان واشینگتن، کنتاکی
بیر والو (به انگلیسی: Bear Wallow) یک منطقهٔ مسکونی در ایالات متحده آمریکا است که در شهرستان واشینگتن، کنتاکی واقع شده‌است.